# Lissonota saturator
Lissonota saturator là một loài tò vò trong họ Ichneumonidae.